# Professor Petersens Plejebørn
|  | Denne artikel er oprettet af botten PalnaBot ud fra en ekstern database. Den kan derfor have sproglige fejl eller mangler. Denne skabelon kan fjernes efter kontrol af indholdet. |

Professor Petersens Plejebørn er en film instrueret af Lau Lauritzen Sr. efter manuskript af Lau Lauritzen Sr., A.V. Olsen.

## Handling
Ude i havet ligger en klippeø. Hertil ankommer professor Petersen for at studere fuglelivet, men han forstyrres heri af del badende damer, hvorfor han søger længere ind på øen. Herved kommer han ind i smugler Jørgens tilflugtssted, en tom lade, hvor smuglerne holder til. Blandt disse finder vi Fyrtårnet og Bivognen, der dog befinder sig dårligt i dette selskab og kun er der mod deres vilje. Smuglerne antager professoren for spion og sætter Fyrtårnet og Bivognen til at våge over ham. De hjælper ham imidlertid til flugt og når i en båd alle tre bort fra øen. Af taknemmelighed mod sine redningsmænd optager professoren nu Fyrtårnet og Bivognen i sit hjem som sine to plejebørn.